# Пятигорски краеведски музей
Пятигорски краеведски музей (на руски: Пятигорский краеведческий музей) е краеведски музей от руския град Пятигорск. Той е една от най-старинните музейни институции в Ставрополския край и целия Северен Кавказ.

## История
Основан е на 4 юни 1903 г., от Кавказкото планинско дружество в Пятигорск. Първата музейна експозиция е открита през 1905 г. През 1906 г. Кавказкото миньорско дружество получава правото да провежда археологически разкопки в Северен Кавказ, което допринася за попълването на археологическите фондове на музея. В същото време в музея са включени експонатите на най-стария музей на антиките на открито в Северен Кавказ (основан през 1850 г.).
През 1920-те години музеят попада под юрисдикцията на Севернокавказкия краеведски институт. През този период музеят получава картини на руски и чуждестранни художници от XVIII – XIX век: Иван Шишкин, Алексей Саврасов, Алексей Боголюбов, Констан Тройон.
От 1960-те години в музея работи археологическа експедиция. Благодарение на разкопките си през 1964 г. в музея се оказват редки експонати: череп и фрагменти от скелета на южен мамут, живял преди около милион години.
През последните 50 години музеят е разположен в част от историческа сграда – паметник от началото на XX век с регионално значение, бивш хотел Михайлов.